# Аллаев, Кахрамон Рахимович
Кахрамон Рахимович Аллаев (узб. Qahramon Rahimovich Allayev; род. 26 августа 1945, Кошкупырский район, Хорезмская область, УзССР, СССР) — советский и узбекский учёный-энергетик, доктор технических наук (1991), профессор (1993), академик Академии наук Узбекистана (2017), действительный член Международной электротехнической академии (1995). 
Ректор Ташкентского государственного технического университета (2001—2005). Главный редактор журнала «Проблемы энерго- и ресурсосбережения».

## Биография
Родился 26 августа 1945 года в Кошкупырском районе Хорезмской области. В 1963 году окончил с отличием школу-интернат в городе Хиве; в 1969 году — Московский энергетический институт по специальности «Инженер-гидроэнергетик–электромеханик». В 1979 году защитил кандидатскую диссертацию в Новосибирске, в 1991 году — докторскую диссертацию в Московском энергетическом институте. Тема докторской диссертации: «Повышение эффективности электрических систем внедрением крупных асинхронных турбогенераторов». 
С 1969 году работал в Ташкентском политехническом институте — ассистент, старший преподаватель, доцент кафедры «Электрические системы», с 1979 года — заместитель декана, с 1986 года — декан Энергетического факультета. С 1992 по 1994 годы — проректор по научной работе, первый проректор Ташкентского государственного технического университета. С 1994 по 2001 годы — заместитель министра Высшего и среднего специального образования Узбекистана. С 2001 по 2005 годы — ректор Ташкентского государственного технического университета.

## Научная и общественная деятельность
Научная работа посвящена анализу режимов электроэнергетических систем (ЭЭС), их управлению, развитию; а также вопросам энергоэффективности и надежности ЭЭС. Является автором более 150 научных работ, в том числе 18 монографий, 13 авторских свидетельств и патентов. Инициировал выпуск 10 научных журналов, в том числе «Техника юлдузлари», «Социально-гуманитарные дисциплины в системе образования», «Проблемы энерго- и ресурсосбережения». В настоящее время является главным редактором журнала «Проблемы энерго- и ресурсосбережения», признанного учеными советами Узбекистана и Украины. 
Инициировал создание малой академии имени Абу Райхона Беруни при ТГТУ для магистров и молодых учёных. Является председателем специализированного ученого совета по присуждению ученых степеней доктора наук (DcS) в области энергетики и доктора философии (PhD) по техническим направлениям. Член комиссии ООН по энергоэффективности для Центральной Азии и Тихоокеанского региона. В 1993 году Аллаеву было присвоено учёное звание профессора. В 1995 году он был избран действительным членом Международной электротехнической академии, в 2017 году — действительным членом Академии наук Узбекистана.

## Награды
- Заслуженный наставник молодёжи Республики Узбекистан (1999)[2]